# Naamã

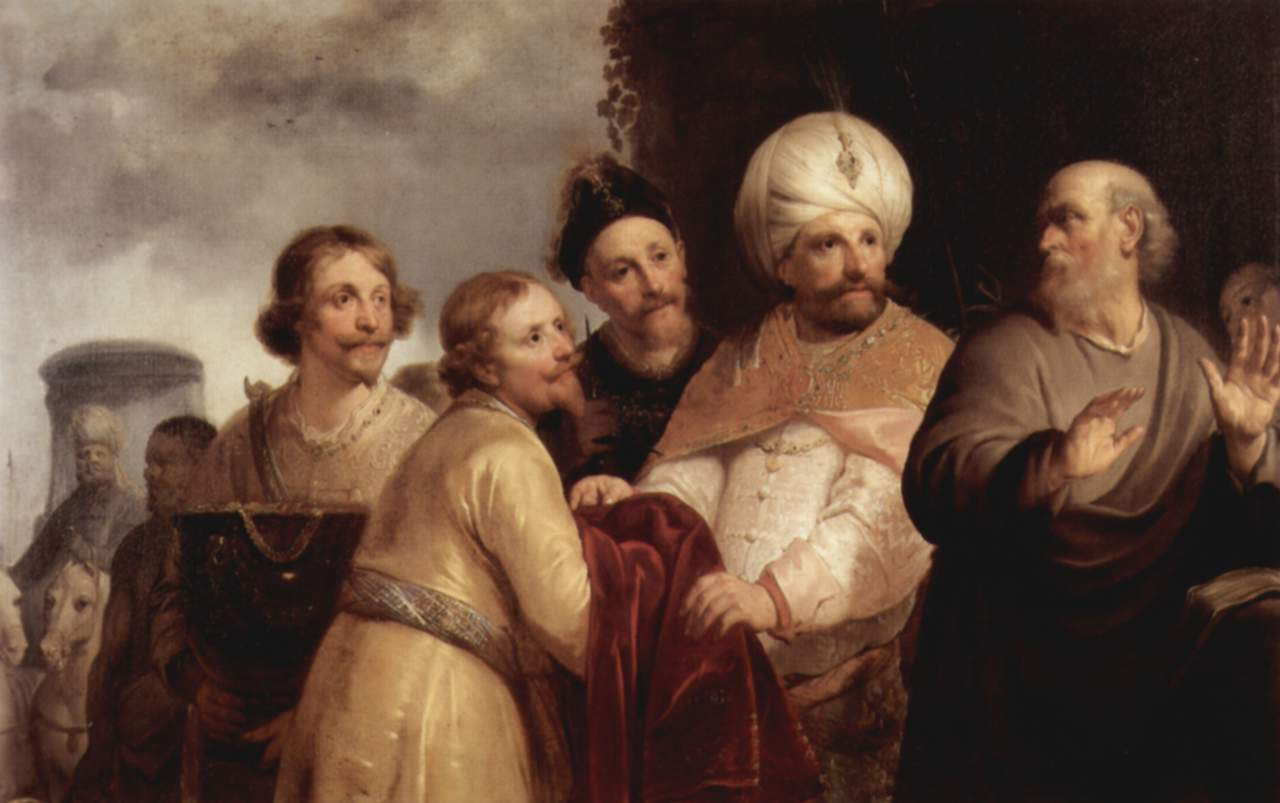
Eliseu recusando os presentes de Naamã, por Pieter de Grebber

Naamã (em hebraico: נַעֲמָן, "agradabilidade") era um comandante dos exércitos de Benadade II, no tempo de Jorão, rei de Israel. Ele é mencionado em 2 Reis 5 do Tanaque.

## Narrativa
De acordo com a narrativa, ele sofria de tzaraat. Quando a escrava  hebreia  que espera a sua esposa diz a ela de um profeta em Samaria que poderia curar seu mestre, ele logo obteve uma carta de Benadade para Jorão, em que o primeiro pede a Jorão que providencie a cura de seu súdito Naamã, que logo a envia para Jorão. O rei de Israel suspeita que neste pedido impossível - para ele - seria um pretexto da Síria para depois começar uma guerra contra ele, e rasga suas vestes. Quando o profeta Eliseu ouviu sobre isso, ele pede que o rei deixe Naamã vir até ele. Mas ao invés de pessoalmente receber Naamã, quando este chega a casa de Eliseu, Eliseu simplesmente manda um mensageiro para a porta que diz a Naamã para curar sua lepra se imergindo  sete vezes no rio Jordão. Naamã, que esperavam que o próprio profeta viesse falar com ele e fazer algum tipo de ritual mágico impressionante, com raiva se recusa e se prepara para ir para casa. Somente após os escravos de Naamã sugerir ao seu mestre que ele não tinha nada a perder, pelo menos fazendo uma tentativa, ele faz o que Eliseu disse e logo ficou curado. Naamã volta à Eliseu com presentes caros, e Eliseu se recusa a aceitar. Naamã também renuncia ao seu ex-deus Rimom depois de ser curado por Eliseu e aceita o Deus de Israel.
Naamã também é mencionado em Lucas 4:27 do Novo Testamento como um exemplo da vontade de Deus para salvar as pessoas que são consideradas pelos homens como menos piedosas e indignas da salvação. Como a Septuaginta, o Antigo Testamento em grego, usa a palavra baptizein para a imersão que cura o pagão Naamã, o que também ocorre no Rio Jordão onde Jesus Cristo foi batizado muitos séculos depois, os cristãos muitas vezes interpretam a história Naamã como uma prefiguração do batismo cristão das nações pagãs.